# دهه ۱۸۴۰ در جامعه‌شناسی
در دهه ۱۸۴۰ در جامعه‌شناسی (به انگلیسی: 1840s in sociology) رویدادهای زیر رخ داد:

## ۱۸۴۰
- از پیر-ژوزف پرودون کتاب مالکیت چیست؟ منتشر شد.

## ۱۸۴۱
- از اگوست کنت جلد ۵ کتاب دوره فلسفه اثباتی منتشر شد:[۱]

## ۱۸۴۲
- از اگوست کنت جلد ۶ کتاب دوره فلسفه اثباتی منتشر شد.:[۲]
- از اگوست کنت کتاب جامعه‌شناسی به عنوان بیانیه مثبت منتشر شد.
- از اگوست کنت کتاب ایستایی اجتماعی و پویایی اجتماعی منتشر شد.

## ۱۸۴۳
- از سورن کی‌یرکگارد کتاب این یا آن در ۲ جلد منتشر شد.[۳]
- از جان استوارت میل کتاب نظام منطق، نسبتی و استقرایی در دو جلد منتشر شد.[۴][۵]

## ۱۸۴۴
- از فریدریش انگلس کتاب طرح کلی نقد اقتصاد سیاسی منتشر شد.
- از فریدریش انگلس و کارل مارکس کتاب خانواده مقدس منتشر شد.
- کارل مارکس کتاب دست‌نوشته‌های اقتصادی و فلسفی ۱۸۴۴ را نوشت.|  | تا سال ۱۹۳۲ منتشر نشد. |
- از ماکس اشتیرنر کتاب خود و آنچه ازوست به زبان آلمانی منتشر شد.

## ۱۸۴۵
- از فریدریش انگلس کتاب  وضعیت طبقه کارگر در انگلستان (نسخه اصلی آلمانی) منتشر شد.

## ۱۸۴۶
- از کارل مارکس و فریدریش انگلس کتاب ایدئولوژی آلمانی نوشته شد.|  | تا سال ۱۹۳۲ منتشر نشد. |
- از پیر-ژوزف پرودون کتاب نظام تضادهای اقتصادی یا فلسفه فقر منتشر شد.
- از سورن کی‌یرکگارد کتاب دو عصر: مروری ادبی منتشر شد.

## ۱۸۴۷
- فریدریش انگلس کتاب اصول کمونیسم را در ماه‌های اکتبر تا نوامبر نوشت.
- از کارل مارکس کتاب فقر فلسفه منتشر شد که نقدی بر اثر پرودون در سال ۱۸۴۶ است.

## ۱۸۴۸
- از فریدریش انگلس و کارل مارکس کتاب مانیفست کمونیست منتشر شد.
- گروه مطالعه در مورد پرسش اجتماعی با حضور فردریک لو پلی، ژان رینود، لامارتین، فرانسوا آراگو، هیپولیت کارنو، لانژوین، توکویل، چارلز فوربس رنه دو مونتالمبرت، شارل-اوگوستن سنت-بوو، آگنور دو گاسپارین، آبه دوپانلوپ، آدولف تیرز، آگوست کوچین، چارلز دوپین و دیگران.

## ۱۸۴۹
- از سورن کی‌یرکگارد کتاب بیماری تا مرگ منتشر شد.